# 8207-es mellékút (Magyarország)
A 8207-es számú mellékút egy négy számjegyű mellékút Komárom-Esztergom vármegye déli részén.

## Nyomvonala
Kisbéren indul, a 81-es főútból kiágazva, annak 46+950-es kilométerszelvényénél, dél felé, Vásártér utca néven. Első kilométere után nevet vált, ettől kezdve Magyar utca a neve, majd másfél kilométer után egy elágazáshoz ér, ahonnan a dél felé induló Kolozsvári utca viszi tovább ezt a számozást, míg a délkelet felé haladó út a 8135-ös számot viseli, amely Tatabánya nyugati szélén indul és a kilométer-számozása szerint itt ér véget, bő 35 kilométer megtétele után.
Az út az 1+600-as kilométerszelvénye után keresztezi a MÁV 13-as számú Tatabánya–Pápa-vasútvonalát, közben a déli irányát ismét délkeletire váltja. 5,5 kilométer megtétele után elhalad Kisbér, Bakonysárkány és Vérteskethely hármashatára mellett, de utóbbi települést nem érinti. 7,5 kilométer megtétele után éri el Bakonysárkány házait; a településen a Béke út nevet veszi fel, és ott ér véget, a 8227-es útba torkollva, nem messze annak 0+300-as kilométerszelvényétől.
Teljes hossza, az országos közutak térképes nyilvántartását szolgáló kira.gov.hu adatbázisa szerint 8,805 kilométer.